# Richard Poore
Richard Poore, o anche Richard Poor (... – Tarrant Keyneston, 15 aprile 1237), fu un sacerdote inglese che divenne vescovo ed è particolarmente noto per aver fatto costruire la cattedrale di Salisbury.
Era probabilmente figlio di Riccardo di Ilchester, nota anche come Riccardo Toclive, che fu vescovo di Winchester. Era anche fratello di Herbert Poore, che fu vescovo di Salisbury dal 1194 al 1217.

## Biografia

### Studi e prime elezioni episcopali
Riccardo studiò sotto Stephen Langton a Parigi. Divenne quindi Decano di Salisbury nel 1197 e nel 1205 venne eletto vescovo di Winchester, ma la sua elezione venne annullata da papa Innocenzo III e nel 1213 venne eletto vescovo di Durham. Anche la sua elezione a vescovo di Durham venne annullata da papa Innocenzo III prima che fosse resa pubblica, probabilmente poiché il papa sapeva che re Giovanni desiderava il trasferimento del suo consigliere John de Gray dalla sede di Norwich a Durham.
Durante il periodo dell'interdetto al regno d'Inghilterra di re Giovanni, Riccardò tornò a Parigi ad insegnare fino a che l'interdetto non fosse rimosso.
È probabile che sia stato in questi anni, prima che Poore ricoprisse una carica episcopale, che egli abbia portato a termine la Institutio di sant'Osmundo, come anche le sue personali opere Ordinale e Consuetudinarium.
L'Institutio descriveva in dettaglio i compiti del clero della cattedrale a Salisbury, così come i loro diritti. L'Ordinale si occupava della liturgia e di come i vari servizi specializzati interagivano con il servizio principale: quello divino. L'ultima opera, il Consuetudinarium, forniva esso stesso gli usi di Salisbury. Sia il Consuetudinarium che l' Ordinale erano principalmente le guide al Rito di Sarum, la forma liturgica comune in Inghilterra nel XIII secolo. Mentre era decano, Richard Poore incoraggiò anche Roberto di Flamborough a scrivere un "penitenziale".
Poore divenne, nel 1215, vescovo di Chichester, eletto verso il 7 gennaio e consacrato il 25 gennaio a Reading. Egli partecipò al quarto Concilio ecumenico lateranense nel 1215. Fu anche uno degli esecutori testamentari dei beni di re Giovanni.

### Vescovo di Salisbury

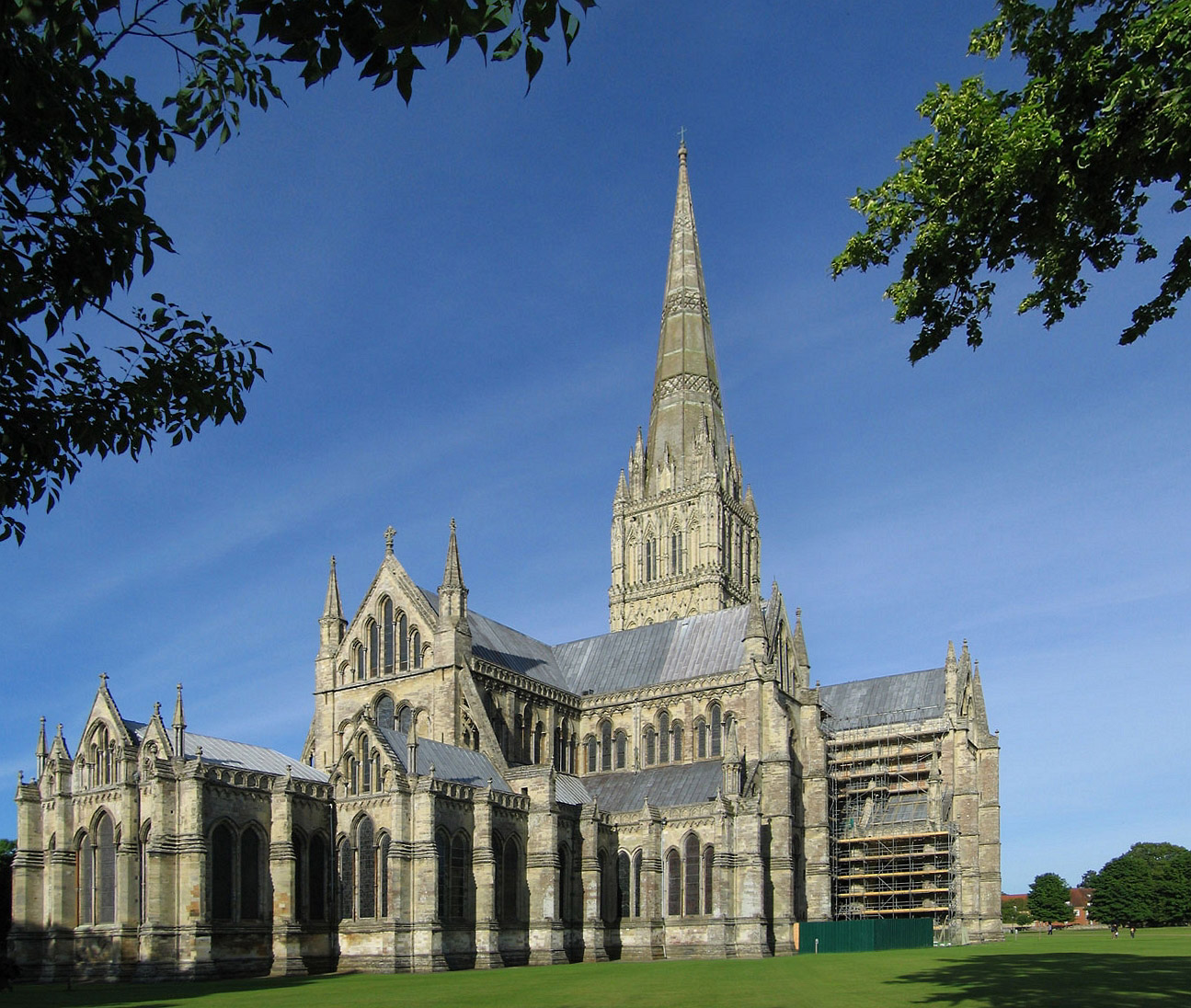
L'erezione della Cattedrale di Salisbury venne iniziata da Richard Poore

Il fratello di Poore, Herbert, morì nel 1217 e Richard gli succedette come vescovo di Salisbury dal 27 giugno di quell'anno. Egli dovette il proprio trasferimento nella sede di Salisbury al legato pontificio, cardinale Guala Bicchieri.
Fu in quel periodo che egli sovrintese e collaborò al piano di costruzione della nuova cattedrale di Salisbury, eretta in sostituzione della precedente ad Old Sarum. Egli inoltre dispose nel 1219 la nuova città di Salisbury, per consentire ai costruttori della cattedrale di operare in una città meno congestionata che la vecchia cittadina di guarnigione di Old Sarum.
La cattedrale tuttavia venne consacrata solo nel 1258.
Fu durante la sua permanenza a Salisbury che egli redasse i suoi Statutes of Durham, che prendono il nome dal fatto che egli li rimise in vigore dopo essere stato trasferito dalla sede di Durham. Queste norme influenzarono molto molte altre normative episcopali inglesi.
Egli inoltre accolse favorevolmente i primi frati francescani che si stabilirono a Salisbury verso il 1225.
Nel 1223, con la perdita del potere da parte di Peter des Roches, vescovo di Winchester, Ranulph, conte di Chester e di Falkes de Breaute, Richard aiutò Hubert de Burgh ad assumere il governo, insieme a Stephen Langton ed a Jocelin of Wells, vescovo di Bath e Wells. I quattro operarono insieme per governare l'Inghilterra nei successivi cinque anni.
Mentre Poore si trovava a Salisbury, prese parte alla traslazione dei resti di san Vulstano nel 1218 ed a quella delle reliquie di san Tommaso Becket nel 1220. In quest'ultimo evento egli fu l'unico vescovo, oltre a Stephen Langton, ad esaminare effettivamente il corpo del santo. Richard inviò anche petizioni a papa Gregorio IX per la canonizzazione del primo vescovo di Salisbury, sant'Osmundo, ma non venne esaudito (Osmundo fu finalmente canonizzato nel 1457).

### Vescovo di Durham
Poore fu trasferito alla sede episcopale di Durham il 14 maggio 1228. Con questo trasferimento egli lasciò il servizio regale, sebbene egli tornasse poi successivamente per breve periodo quando Peter des Roches tornò al potere nel tardo 1232 e nel primo 1233. A Durham egli ereditò una controversia fra il vescovo ed il capitolo della cattedrale, che riguardava soprattutto l'elezione del priore ed il diritto del vescovo di intraprendere le visite del priorato. La controversia era iniziata sotto il suo predecessore, Richard Marsh, ed aveva portato i monaci ad appellarsi alla curia pontificia. Poco dopo la sua investitura a Durham, Richard emise una serie di regole dettagliate che disciplinavano gran parte dei rapporti fra il vescovo, il priore, ed il capitolo della cattedrale, che fu la base del governo della Chiesa di Durham fino allo scioglimento dei monasteri in Inghilterra sotto Enrico VIII.

### Testamento e morte
Nel 1220, mentre Poore era vescovo di Salisbury, ordinò al suo clero d'istruire alcuni bambini in modo che questi potessero a loro volta istruire gli altri coetanei sulla dottrina basilare della Chiesa e sulle preghiere. Egli inoltre fece predicare al suo clero ogni domenica che i bambini non dovevano essere lasciati soli in casa in caso di incendio od allagamento. Egli promosse la formazione dei ragazzi assegnando ad alcuni insegnanti scolastici benefici a condizione che essi non si facessero pagare per la loro attività d'insegnanti. Nel 1237 Richard creò una casa di riposo per i componenti del clero della diocesi di Durham anziani od infermi.
Richard si oppose anche al cumulo dei benefici, cioè al godimento di più di un beneficio contemporaneamente. Egli non sosteneva solo che un chierico che riceveva un nuovo beneficio doveva rinunciare al precedente, ma che se egli avesse protestato per questa rinuncia, avrebbe dovuto perdere entrambi i benefici. Egli decretò inoltre che il clero non doveva essere coinvolto in attività mondane. La Poor House presso la Bishop Wordsworth's School di Salisbury porta questo nome in ricordo del suo legame alle scuole di Salisbury.
Poore morì il 15 aprile 1237 nella residenza di Tarrant Keyneston nel Dorset. La sua tomba fu contesa sia da Durham che da Salisbury, ma molto probabilmente egli venne sepolto a Tarrant Keynseton, poiché tale era la sua volontà. La statua di Poore, sul frontone occidentale della Cattedrale di Salisbury, nella nicchia recante il numero 170 lo commemora.

## Genealogia episcopale
La genealogia episcopale è:
- Cardinale Ottaviano Poli dei conti di Segni
- Papa Innocenzo III
- Cardinale Stephen Langton
- Vescovo Richard Poore